# Carmella Bing
Carmella Bing (Salem, 21 ottobre 1981) è un'ex attrice pornografica statunitense.

## Inizio della carriera
Nel 2002 si trasferì a Las Vegas e iniziò la propria carriera posando per una rivista per adulti. Nel 2004 arrivò a pesare 88,5 chilogrammi e impiegò svariati mesi per riacquistare il proprio peso forma. Dovette poi sottoporsi a mastoplastica additiva poiché il volume del seno si era nel frattempo ridotto di pari passo con la perdita di peso corporeo. Nel novembre del 2005 pensò che fosse giunto il momento per debuttare in pellicole pornografiche e comparire in siti Web per adulti. La pornostar Davia Ardell la mise in contatto con un agente dell'industria pornografica, dandole così modo di iniziare la propria carriera cinematografica. Risale ad allora la duratura amicizia di Carmella Bing e Davia Ardell.
Nel 2007 realizzò circa una cinquantina di pellicole, oltre a molte scene per siti web come: BangBros, Brazzers, Bustyz e Naughty America.
Benché non sia latinoamericana in molte pellicole è stata scritturata per tale ruolo e, sembrando molto più matura della sua età, ha girato anche molte pellicole del genere MILF benché fosse lungi dall'avere raggiunto l'età per interpretarle.

## Abbandono del porno
Nel 2008, si sarebbe trasferita da Los Angeles a Las Vegas per intraprendere l'attività di escort. Ha dichiarato: "Il porno costa denaro: tasse, commissioni, senza contare il tempo in cui non si può lavorare per l'ETS. Come escort, devo preoccuparmi soltanto delle spese di pubblicità e delle fatture del telefono".
Tra il 2009 ed il 2011, a cavallo di una maternità, incrementa notevolmente di peso e decide di rientrare per un breve periodo nell'industria pornografica apparendo in qualche pellicola di genere BBW.
Nel luglio 2011 abbandona definitivamente il porno e si dedica al mondo dell'arte realizzando su commissione dipinti ed opere su tela che vende sul proprio sito .
Il 5 dicembre 2012 è stata arrestata dalla polizia di Irvine poiché trovata in possesso di sostanze stupefacenti.

## Premi
- 2007 UK Adult Film Awards - Best Overseas Female Performer[5]

## Filmografia
- Every Mans Dream (2005)
- 2 Girls for Every Guy 2 (2006)
- Ball Honeys 4 (2006)
- Bang My Tasty Twat (2006)
- Big Fucking Titties 2 (2006)
- Big Tit Anal Whores 3 (2006)
- Brianna Love Oversexed (2006)
- Craving Big Cocks 14 (2006)
- Double Decker Sandwich 8 (2006)
- Exposed 1 (2006)
- Fuck Me Good 3 (2006)
- Goo 4 Two 3 (2006)
- Great Sexpectations (2006)
- Her First Anal Sex 10 (2006)
- Housewife 1 on 1 5 (2006)
- Jack's My First Porn 6 (2006)
- Juggernauts 5 (2006)
- Juggies 4 (2006)
- Juicy Juggs (2006)
- Memoirs of Mika Tan (2006)
- Multiple Chicks on One Dick 2 (2006)
- Naughty Office 4 (2006)
- Only Handjobs 4 (2006)
- Oral Antics 4 (2006)
- Porn Fidelity 6 (2006)
- Rub My Muff 10 (2006)
- Spread 'Em Wide Open (2006)
- Super Freaks Gang Bang (2006)
- Taboo 7 (2006)
- Top Guns 5 (2006)
- Anal Addicts 28 (2007)
- Anal Asspirations 7 (2007)
- Angels of Debauchery 7 (2007)
- Bang My Tits 1 (2007)
- Best of Facesitting POV 9 (2007)
- Big Fucking Titties 4 (2007)
- Big MILF Juggs 1 (2007)
- Big Mommy Boobs 1 (2007)
- Big Tit Ass Stretchers 6 (2007)
- Big Tits Round Asses 4 (2007)
- Bikini-Clad Cum Sluts 1 (2007)
- Brianna Love Is Buttwoman (2007)
- Brunettes Eat More Cum (2007)
- Busty Beauties 23 (2007)
- Busty Beauties: More Than A Handful 2 (2007)
- Curvy Pervy Girls (2007)
- Enter the Facesitter (2007)
- Happy Ass-day (2007)
- Hustler Hardcore Vault 6 (2007)
- Jack's POV 9 (2007)
- Jack's Teen America 19 (2007)
- Licensed to Blow 1 (2007)
- Mayhem Explosions 6 (2007)
- MILF Internal 3 (2007)
- MILFs Gone Anal 2 (2007)
- My First Sex Teacher 12 (2007)
- Naughty America: 4 Her 2 (2007)
- P.O. Verted 6 (2007)
- Perfect Facesitter (2007)
- POV Casting Couch 22 (2007)
- Pure Carmella (2007)
- Pussy Cum Cocktails (2007)
- Rack It Up 1 (2007)
- Serve My Ass (2007)
- Sex Fiends 5 (2007)
- Shane and Friends 1 (2007)
- Shane and Friends 2 (2007)
- Starlet Hardcore 3 (2007)
- Tit Worship 2 (2007)
- Top Heavy 4 (2007)
- Ultimate Dream Team (2007)
- 2 Chicks Same Time 3 (2008)
- Anal Buffet 1 (2008)
- Anal Recruiters 2 (2008)
- Big Boob Orgy 1 (2008)
- Big Fucking Titties 5 (2008)
- Big Tits at School 1 (2008)
- Big Tits at Work 1 (2008)
- Big Tits Boss 1 (2008)
- Big Wet Tits 6 (2008)
- Boob Bangers 5 (2008)
- Busty Beauties: Delicious Tits (2008)
- Busty Beauties: Flotation Devices (2008)
- Busty Housewives 1 (2008)
- Butt Licking Anal Whores 9 (2008)
- Carmella Bing And Her Sexy Feet (2008)
- Cleavage (2008)
- Corporate Suck Up (2008)
- Curvaceous (2008)
- Fuck My Tits 3 (2008)
- Fuck My Tits 4 (2008)
- In the Ass (2008)
- I-Rock (2008)
- Load Warriors 1 (2008)
- My First Sex Teacher 13 (2008)
- My Gigantic Toys 3 (2008)
- Office Confessionals 3 (2008)
- Pornstars Like It Big 1 (2008)
- POV Handjobs 2 (2008)
- Sexy Bitch (2008)
- Sodom 4 (2008)
- Tittanic (2008)
- Wet Food 2 (2008)
- Ass For Days 8 (2009)
- Ben Dover's Busty Babes USA (2009)
- Best of Facesitting POV 11 (2009)
- Big Tit Fixation 1 (2009)
- Big Tits at Work 5 (2009)
- Big Tits Boss 5 (2009)
- Big Tits Boss 8 (2009)
- Big Tits in Sports 2 (2009)
- Big Tits Like Big Dicks 1 (2009)
- Big Titty Freaks (2009)
- Big Tops 2 (2009)
- Big Wet Butts 1 (2009)
- Boobstravaganza 15 (2009)
- Breast Worship 2 (2009)
- Cumstains 10 (2009)
- Curvy Girls 4 (2009)
- Don't Make Me Beg 1 (2009)
- Fuck My Tits 5 (2009)
- Fuck Team 5 6 (2009)
- In the Army Now (2009)
- Just Tease 1 (2009)
- Masturbation Nation 5 (2009)
- Meet the Twins 14 (2009)
- MILF Madness 2 (2009)
- My Sexy Life 1 (2009)
- My Wife's a Tramp (2009)
- Naughty Office 16 (2009)
- Pornstar Athletics 2 (2009)
- Pussy Play 4 (2009)
- Seance (2009)
- Serious Set Of Headlights (2009)
- Swimsuit Calendar Girls 2 (2009)
- Tasty Titties 4 (2009)
- Welcome to Boobsville (2009)
- Amy Azurra's Gallery (2010)
- Big Tit Christmas 1 (2010)
- Big Tits at Work 9 (2010)
- Big Tits in Uniform 2 (2010)
- Big Tits Round Asses 15 (2010)
- Booby Trap (2010)
- Butts on Display (2010)
- Cum out on Top 2: Gianna Michaels vs Carmella Bing (2010)
- Devil in Miss Jones: The Resurrection (2010)
- Naughty Staff 2 (2010)
- Racked and Stacked 2 (2010)
- Real Wife Stories 6 (2010)
- Seven Deadly Sins (2010)
- Cash for Chunkers 5 (2011)
- Flab 5 (2011)
- Fuck My Mom and Me 16 (2011)
- Hot Sexy Plumpers 30 (2011)
- Huge Boobs (2011)
- Taboo: Treat Me Like A Whore (2011)
- 25 Sexiest Boobs Ever (2012)
- Double Protection 1 (2012)
- Gloriass 2 (2012)
- It Takes 2 Cocks To Fill Me Up (2012)
- Legal Porno 26510 (2012)
- John Leslie Goes Deep (2012)
- Bigger the Better (2013)
- Fuckfest Of 3 Horny Women (2013)
- I Need Some Alone Time (2013)
- My First Sex Teacher 16871 (2013)
- My First Sex Teacher 17159 (2013)
- Keiran Lee's 1000th: This Is Your ZZ Life (2015)